# Kirtivarman II
Kirtivarman II, död 753, var en indisk monark. Han var regerande monark av Chalukyadynastins rike i södra Indien mellan 746 och 753.